# Unlimited Love
Unlimited Love (englisch für „Unbegrenzte Liebe“) ist das zwölfte Studioalbum der US-amerikanischen Rockband Red Hot Chili Peppers. Es erschien am 1. April 2022 über das Label Warner Music.

## Produktion
Das Album wurde von dem US-amerikanischen Musikproduzenten Rick Rubin produziert, der auch schon an sechs anderen Studioalben der Gruppe mitwirkte. Es ist das erste Album seit Stadium Arcadium (2006), an dem Gitarrist John Frusciante wieder beteiligt ist.

## Covergestaltung
Das Albumcover zeigt das Logo der Band als bunte Leuchtreklame vor dunklem Nachthimmel. Im Logo befinden sich die leuchtenden Schriftzüge Unlimited Love und Red Hot Chili Peppers in Gelb, Rot und Grün.

## Titelliste
| #                   | Titel                       | Länge |
| ------------------- | --------------------------- | ----- |
| 1                   | Black Summer                | 3:52  |
| 2                   | Here Ever After             | 3:50  |
| 3                   | Aquatic Mouth Dance         | 4:20  |
| 4                   | Not the One                 | 4:26  |
| 5                   | Poster Child                | 5:18  |
| 6                   | The Great Apes              | 5:01  |
| 7                   | It’s Only Natural           | 5:33  |
| 8                   | She’s a Lover               | 3:41  |
| 9                   | These Are the Ways          | 3:56  |
| 10                  | Whatchu Thinkin’            | 3:40  |
| 11                  | Bastards of Light           | 3:38  |
| 12                  | White Braids & Pillow Chair | 3:40  |
| 13                  | One Way Traffic             | 4:10  |
| 14                  | Veronica                    | 4:29  |
| 15                  | Let ’Em Cry                 | 4:23  |
| 16                  | The Heavy Wing              | 5:31  |
| 17                  | Tangelo                     | 3:38  |
| Bonustitel in Japan |                             |       |
| 18                  | Nerve Flip                  | 3:06  |

## Chartplatzierungen und Singles
Unlimited Love stieg am 8. April 2022 auf Platz eins in die deutschen Albumcharts ein, was der Band damit zum vierten Mal gelang, und konnte sich 18 Wochen in den Top 100 platzieren. Ebenfalls die Chartspitze erreichte das Album unter anderem in den Vereinigten Staaten, im Vereinigten Königreich, in Österreich, der Schweiz, Frankreich, den Niederlanden, Kanada, Australien, Neuseeland, Portugal, Irland und Ungarn. Darüber hinaus erreichte das Album auch die Chartspitze der deutschen Vinylcharts im Mai 2022, was es zur meistverkauften Schallplatte des vergangenen Monats macht.
| ChartsChartplatzierungen       | Höchstplatzierung | Wochen |
| ------------------------------ | ----------------- | ------ |
| Deutschland (GfK)              | 1 (18 Wo.)        | 18     |
| Österreich (Ö3)                | 1 (12 Wo.)        | 12     |
| Schweiz (IFPI)                 | 1 (13 Wo.)        | 13     |
| Vereinigtes Königreich (OCC)   | 1 (6 Wo.)         | 6      |
| Vereinigte Staaten (Billboard) | 1 (6 Wo.)         | 6      |

| ChartsJahrescharts (2022) | Platzierung |
| ------------------------- | ----------- |
| Deutschland (GfK)         | 13          |
| Österreich (Ö3)           | 43          |
| Schweiz (IFPI)            | 18          |

Als erste Single erschien am 4. Februar 2022 das Lied Black Summer, das Rang 67 der deutschen Charts erreichte. Die zweite Auskopplung Poster Child wurde am 4. März veröffentlicht und die dritte Single Not the One folgte am 24. März 2022. Zeitgleich mit dem Album erschien These Are the Ways als vierte Auskopplung.

## Rezeption
Unlimited Love wurde von Kritikern überwiegend durchschnittlich bis positiv bewertet. Die Seite Metacritic errechnete aus 20 Bewertungen englischsprachiger Medien einen Schnitt von 71 %.
Matthias Reichel von cdstarts.de bewertete Unlimited Love mit 6,5 von zehn Punkten. Das Album „klingt ganz nett und hat einen tollen, von Rick Rubin produzierten organischen Klang, ist aber in Summe zu ruhig“, wobei die Band „ihre bekannten Markenzeichen“ verwalte und „Balladen mit dezentem Seventies-Flair“ liefere.